# Ostalb

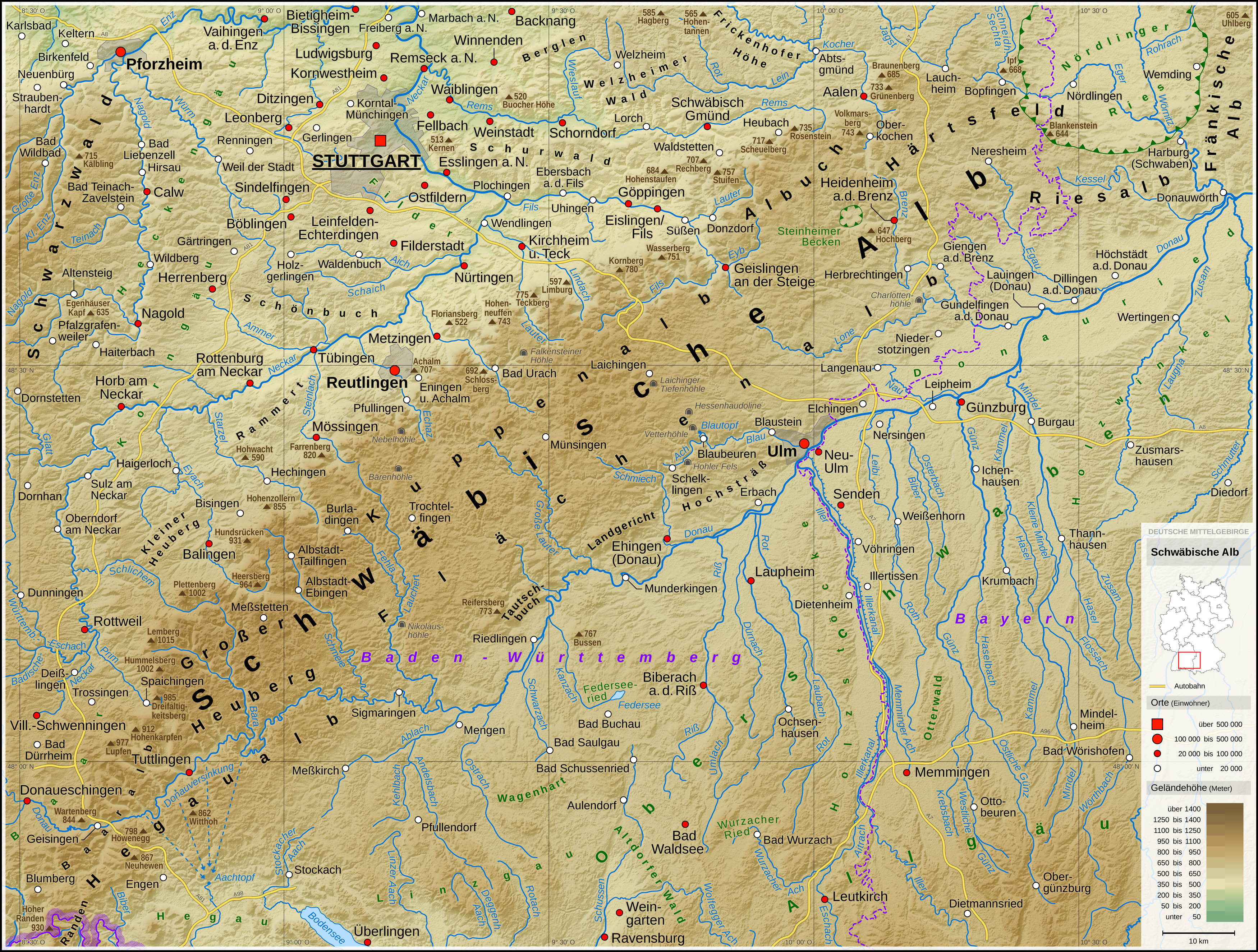
Schwäbische Alb

Die Ostalb ist der östlichste Naturraum der Schwäbischen Alb und liegt größtenteils in Baden-Württemberg. In der Gliederung des Bundesamtes für Naturschutz (BfN) ist die Ostalb nicht explizit mit einer Kennziffer versehen. Die Ostalb wird in einen nördlichen Kuppenalb-Bereich Albuch und Härtsfeld und die südlich gelegene Lonetal-Flächenalb („Niedere Alb“) untergliedert. Im Südosten grenzt die Ostalb an die breite Talniederung des Donaurieds und hat an der bayrischen Grenze noch einen geringen Anteil am Nördlinger Ries. Die an das Ries südlich anschließende und vollständig in Bayern gelegene Riesalb gehört noch zur östlichen Schwäbischen Alb.
Der Ostalbkreis hat hauptsächlich Anteil an der östlichen Schwäbischen Alb (daher sein Name).

## Naturräumliche Gliederung
In Baden-Württemberg werden zwei Gliederungssysteme angewendet. Die Unterteilung nach Meynen/Schmithüsen und die naturräumliche Gliederung nach Ssymank (1994). Beide Gliederungen benutzen für Naturräume 4. Ordnung identische Kennzahlen (3stellig, nur Ziffern). Demnach gliedert sich der Naturraum in:
- (zu 09 Schwäbische Alb, Kennzahl nach SSYMANK: D60)
  - 096 Albuch und Härtsfeld
    - 096.0 Albuch-Randhöhen (umfasst den Albtrauf zwischen den Albtalaustritten der Fils und des Kochers)
    - 096.1 Albuch (ohne Steinheimer Becken, westlich der Talachse von oberem Kocher- und oberem Brenztal)
    - 096.2 Kocher-Brenz-Tal (umfasst die Talebenen des oberen Kocher- und des oberen Brenztals, dazu das Steinheimer Becken)
    - 096.3 Härtsfeld (östlich der Talachse von oberem Kocher- und oberem Brenztal)

  - 097 Lonetal-Flächenalb oder „Niedere Alb“
    - 097.0 Ulmer Alb
    - 097.1 Bachtal-Flächenalb

  - 098 Riesalb
    - 098.0 Nördliche Riesalb
    - 098.1 Südliche Riesalb